# Lwowskoje (Kraj Krasnodarski)
Lwowskoje (ros. Львовское) – wieś w Rosji, w Kraju Krasnodarskim, w rejonie siewierskim. W 2010 liczyła 5171 mieszkańców.